# Boe (district)
Boe is een district en plaats in de republiek Nauru, een eilandstaatje in Oceanië. Het district heeft een totale oppervlakte van 0,7 km² en telde 802 inwoners op 1 januari 2006.
De nationale luchthaven van Nauru is voor de helft op het grondgebied van Boe gelegen.
Oorspronkelijk was het district een gouw bestaande uit 4 afzonderlijke dorpen. Die dorpen waren: Anamangidrin, Atubwinumar, Biteye en Kareeub. In 1968 is besloten om de naam Boe als plaatsnaam te gebruiken omdat de meeste kernen aaneengegroeid waren.
Baron Waqa, de vorige president van Nauru is geboren in Boe. Verder is oud-president Kinza Clodumar geboren in Boe.
Aiwo · Anabar · Anetan · Anibare · Baiti · Boe · Buada · Denigomodu · Ewa · Ijuw · Meneng · Nibok · Uaboe · Yaren